# Горбатово (Рязанская область)
Горбатово — деревня в Михайловском районе Рязанской области России.

## Население
| 2007 | 2010 |
| ---- | ---- |
| 8    | ↘2   |